# Fanfara
Una fanfara, o fanfàrria, és una peça musical curta, amb gran força i brillantor, interpretada per diverses trompetes amb altres instruments de vent-metall, que sovint estan acompanyats per instruments de percussió. Normalment es fa servir amb finalitat cerimonial, per expressar majestuositat o en esdeveniments d'importància social. El terme és també emprat de manera simbòlica per referir-se a fets amb molta publicitat, encara que no hi hagi música.